# Крум Тошев
Крум Тошев (на македонска литературна норма: Крум Тошев) е учен, университетски професор от Социалистическа република Македония.

## Биография
Роден е в град Прилеп на 16 февруари 1912 година. Завършва гимназия в Битоля. През 1937 завършва Философския факултет на Белградския университет. Започва да работи в Даниловград, Струмица и Слатина. Участва и в трите езикови комисии на АСНОМ за кодификация на македонската литературна норма. През декември 1946 води часове за първи път в новоснования Философски факултет на Скопския университет. Ръководител е на Отдела за народна литература към Института за фолклор. От 1 март 1953 до 1 октомври 1973 е пръв директор на Института за македонски език „Кръсте Мисирков“. Редактор е на списанията „Македонски язик“ и „Литературен збор“. През ноември 1950 година заедно с Блаже Конески издава първия „Македонски правопис с правописен речник“. Автор е на множество учебници по т.нар. македонски език и литература освен за висше, но и за средно образование.